# Хажево
Хажево (пол. Charzewo) — село в Польщі, у гміні Кішково Гнезненського повіту Великопольського воєводства.
Населення — 201 особа (2011).
У 1975—1998 роках село належало до Познанського воєводства.

## Демографія
Демографічна структура станом на 31 березня 2011 року:
|          | Загалом | Допрацездатний вік | Працездатний вік | Постпрацездатний вік |
| -------- | ------- | ------------------ | ---------------- | -------------------- |
| Чоловіки | 101     | 23                 | 76               | 2                    |
| Жінки    | 100     | 25                 | 68               | 7                    |
| Разом    | 201     | 48                 | 144              | 9                    |